# Тьен, Мадлен
Мадлен Тьен (англ. Madeleine Thien, 1974, Ванкувер) — канадская писательница малайско-китайского происхождения.

## Биография
Семья Мадлен приехала в Канаду в 1960-х годах. Будущая писательница окончила университет Саймона Фрэзера и Университет Британской Колумбии. Дебютная книга её новелл Простые рецепты (2001) получила несколько национальных премий. Отмечались наградами и последующие книги Тьен.
Жила в Квебеке, в Нидерландах. В настоящее время живёт в Монреале.

## Книги
- Простые рецепты/ Simple Recipes (2001, сборник новелл; литературная премия Этель Уилсон, книжная премия Ванкувера)
- Китайская скрипка/ The Chinese Violin (2002, иллюстрированная книга для детей)
- Уверенность/ Certainty (2006, роман)
- Собаки по всему периметру/ Dogs at the Perimeter (2011, роман о геноциде в Камбодже; см. интервью автора газете Гардиан: )); премия LiBeraturpreis (2015)[3].
- Не говори, что у нас ничего нет / Do Not Say We Have Nothing (2016); шорт-лист Женской премии за художественную литературу(2017)[4], шорт-лист Букеровской премии(2016)[5], Премия генерал-губернатора (2016)[6], премия Giller Prize.

## Публикации на русском языке
- Простые рецепты// Иностранная литература, 2006, № 11.
- Не говори, что у нас ничего нет// Corpus, 2019

## Признание
- Премия Овидия (2010).
- Премия генерал-губернатора (2017)[7]